# Бермуди (одяг)

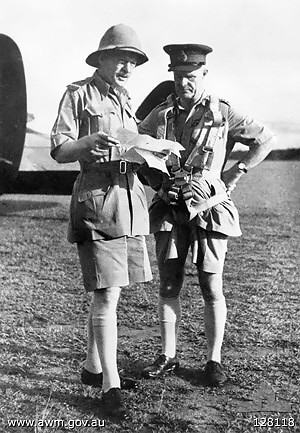
Формений одяг британських колоніальних військ в роки Другої світової війни

Берму́ди — специфічний тип шорт, використовується не тільки як одяг для відпочинку, але і як повсякденний елемент.
За СУМ-20: розм. «Подовжені та розкльошені шорти».

## Історія
У Британських колоніальних військах і Королівському флоті для носіння в тропічних і екваторіальних кліматах були введені короткі штани вище коліна (шорти). Це послужило початком їх масової популярності на початку двадцятого століття на Бермудських островах, де досі вони вважаються діловим одягом для чоловіків.

## Фасон
Шиються з костюмної тканини і носяться з гольфами, костюмною сорочкою, іноді спортивною курткою. Як правило, в пастельних відтінках, але також бувають і більш темні тони. Кант може бути загорнутий або підвернутими приблизно на один дюйм.